# Meadowbrook (Kalifornia)
Meadowbrook – jednostka osadnicza w Stanach Zjednoczonych, w stanie Kalifornia, w hrabstwie Riverside.